# Oligomyrmex grandidieri
Oligomyrmex grandidieri är en myrart som beskrevs av Auguste-Henri Forel 1891. Oligomyrmex grandidieri ingår i släktet Oligomyrmex och familjen myror. Inga underarter finns listade i Catalogue of Life.